# 공개 선거
공개선거(公開選擧) 또는 공개투표제(公開投票制, 영어: open ballot system)는 선거인의 투표내용을 공개하는 것으로서, 호명(呼名)·거수(擧手)·기립(起立)·기명(記名) 등에 의한 방법이 있다. 공개선거는 투표의 책임을 명백히 한다는 뜻에서 채용되기도 하지만, 자유로운 의사표시를 방해할 위험이 크기 때문에 선거의 공정성이나 자유로운 분위기를 보장할 수 없다는 결점이 있기 때문에 오늘날에는 일부 국가를 제외하면 채용되지 않는다. 비밀 선거에 대비된다.
과거 소비에트 연방, 헝가리, 독일민주공화국, 폴란드, 유고슬라비아, 알바니아, 루마니아, 불가리아, 체코슬로바키아, 캄보디아, 에티오피아, 라오스 등에서도 시행되었으며 오늘날에는 베트남, 중화인민공화국, 쿠바, 조선민주주의인민공화국에서만 시행된다.